# Peter Heli
Peter Heli (ur. 27 lutego 1969 w Tallinnie) – radziecki, a później estoński narciarz klasyczny, występujący w kombinacji norweskiej i skokach narciarskich, olimpijczyk z Albertville (1992), wielokrotny medalista mistrzostw Estonii.
W lutym 1992 roku wziął udział w igrzyskach olimpijskich w Albertville. Zaprezentował się w dwóch konkurencjach w kombinacji norweskiej – w konkursie indywidualnym uplasował się na 31. miejscu, a w drużynowym był dziewiąty (wraz z nim estońską drużynę tworzyli Ago Markvardt i Allar Levandi).
W 1989 i 1990 roku wystąpił w zawodach Pucharu Europy w skokach narciarskich w Kuopio – w pierwszym starcie zajął 59., a w drugim 42. miejsce.
Wielokrotnie stawał na podium mistrzostw Estonii w skokach narciarskich i kombinacji norweskiej. W 1984 roku został mistrzem Estonii do lat 18 w konkursie drużynowym w skokach narciarskich. Rok później w tej samej kategorii wiekowej w kombinacji norweskiej zajął drugie miejsce w zawodach indywidualnych. W 1986 roku w mistrzostwach Estonii w kombinacji norweskiej do lat 18 dwukrotnie był drugi – indywidualnie i drużynowo. W 1987 roku został indywidualnym mistrzem Estonii do lat 20 w kombinacji oraz wicemistrzem w kategorii seniorów. W kolejnych latach występował już tylko w seniorskich mistrzostwach. W 1990 roku w kombinacji norweskiej był drugi drużynowo w zawodach zimowych i trzeci indywidualnie w letnich, w 1991 roku drugi indywidualnie w zawodach letnich, w 1992 roku trzeci indywidualnie w letnich mistrzostwach w kombinacji i drugi indywidualnie w letnich mistrzostwach w skokach, w 1993 roku zajął drugie miejsce w zimowych mistrzostwach w kombinacji w konkursie indywidualnym, a rok później trzeci indywidualnie w letnich mistrzostwach w kombinacji.